# Supergirl: La mujer del mañana
Supergirl: La mujer del mañana (en inglés: Supergirl: Woman of Tomorrow) es una miniserie de cómic estadounidense publicada por la editorial DC Comics. La serie, guionizada por Tom King e ilustrada por Bilquis Evely, se publicó entre junio de 2021 y febrero de 2022 en Estados Unidos, y estuvo centrada en los personajes de Supergirl y Ruthie, una niña alienígena hija de granjeros que entrena para ser una guerrera.
El cómic verá su adaptación al cine con la película de 2026 Supergirl, dirigida por Craig Gillespie, escrita por Ana Nogueira y protagonizada por Milly Alcock.

## Argumento
La serie ofrece una versión más madura y emocionalmente profunda de Supergirl. La trama sigue a Kara Zor-El, quien, pese a vivir a menudo a la sombra de su célebre primo, se embarca en una travesía íntima y transformadora. En su camino conoce a una niña llamada Ruthye Marye Knoll, decidida a vengar la muerte de su padre. Aunque al principio se muestra reticente, Supergirl acaba accediendo a acompañarla, lo que las lanza a una odisea marcada por desafíos intensos, dilemas morales y descubrimiento personal. La historia aborda temas como la pérdida, la venganza, la justicia y la evolución interna, y se distingue de otras interpretaciones anteriores al mostrar a una Supergirl más endurecida y curtida por toda una vida de batallas.

## Recepción
James Preston Poole, escribiendo para The Cosmic Circus, describió la historia como «neowestern», y comparó la dinámica entre Kara (Supergirl) y Ruthie con las dinámicas vistas entre los protagonistas de Logan y The Last of Us. Preston apreció la forma en que escribió el personaje de Supergirl, mostrándola como una mujer cuyo gran poder apenas oculta el peso del mundo sobre sus hombros, y afirmó que le gustaría volver a ver King escribiendo el personaje en el futuro.
Así mismo, Poole percibió en la obra una fuerte crítica al colonialismo, viendo a través de los números como diversas razas alienígenas ficticias son sometidas por aquellos que ostentan el poder sin compasión. Por último apreció también la labor en la serie del colorista Mat Lopes.

## Premios y nominaciones
El 21 de octubre 2023 Supergirl: La mujer del mañana recibió el Premio Hugo a la mejor historia gráfica en la 13ª edición de los galardones, que tuvo lugar en Chengdu, China.

## Adaptación
Una película basada en Supergirl: La mujer del mañana fue anunciada por primera vez en 31 de enero de 2023, anunciada como el cuarto proyecto de la nueva franquicia del Universo DC, dentro de la primera fase, llamada Capítulo Uno: Dioses y Monstruos. La película, llamada simplemente Supergirl, se estrenará el 26 de junio de 2026, con Milly Alcock en el papel de Supergirl y Eve Ridley en el papel de Ruthie, mientras que el guión estará escrito por Ana Nogueira.